# Eremobates dentilis
Eremobates dentilis är en spindeldjursart som beskrevs av Brookhart och Muma 1981. Eremobates dentilis ingår i släktet Eremobates och familjen Eremobatidae. Inga underarter finns listade i Catalogue of Life.